# Estádio Municipal Marcio Cassiano da Silva
Estádio Municipal Marcio Cassiano da Silva – stadion piłkarski, w Jaciara, Mato Grosso, Brazylia, na którym swoje mecze rozgrywa klub Grêmio Esportivo de Jaciara.